# Tsai Wei-chih
Tsai Wei-chih (* 23. Januar 2001) ist ein taiwanischer Leichtathlet, der sich auf den Hochsprung spezialisiert hat.

## Sportliche Laufbahn
Erste internationale Erfahrungen sammelte Tsai Wei-chih im Jahr 2018, als er bei den Juniorenasienmeisterschaften in Gifu mit übersprungenen 1,95 m auf den zwölften Platz gelangte. 2023 startete er bei den World University Games in Chengdu und gewann dort mit 2,20 m die Bronzemedaille hinter dem Ukrainer Wladyslaw Lawskyj und seinem Landsmann Fu Chao-hsuan.
2022 wurde Tsai taiwanischer Meister im Hochsprung.